# Avenida Isabel la Católica (Albacete)
La avenida Isabel la Católica es una arteria de la ciudad española de Albacete.

## Toponimia
Recibe su nombre en honor a Isabel I de Castilla, reina de Castilla entre 1474 y 1504, reina consorte de Sicilia desde 1469 y de Aragón desde 1479.

## Historia
En 2014 fue una de las vías elegidas para poner en práctica el proyecto europeo Placemaking Four Cities, con el fin de impulsar su transformación.

## Características
La avenida Isabel la Católica está situada en el límite entre los barrios Feria, Industria y Centro de la capital albaceteña, en la zona centro de la ciudad. Comienza su recorrido en el cruce con la calle Padre Romano como continuación de la calle Pablo Medina y, discurriendo en dirección sureste-noroeste, finaliza en la plaza de Isabel II. 
La vía cuenta con un bulevar central a lo largo de su recorrido. Es una calle de carácter comercial que alberga, junto a su entorno, uno de los centros comerciales abiertos de la ciudad, Boulevard.
En los adoquines a lo largo de la vía así como en los de la contigua avenida Ramón Menéndez Pidal están grabados veintisiete acontecimientos importantes de la historia de la ciudad.